# Алімов Тимур Агзамович
Тимур Агзамович Алімов (нар. 5 грудня 1936, місто Ташкент, тепер Узбекистан — 19 січня 2015, місто Ташкент, Узбекистан) — радянський узбецький державний діяч, 1-й секретар Ташкентського обласного комітету КП Узбекистану, голова Ташкентського облвиконкому, голова Державного комітету Узбецької РСР з охорони природи. Кандидат у члени ЦК КПРС у 1986—1990 роках. Депутат Верховної Ради Узбецької РСР 9—11-го скликань. Депутат Верховної Ради СРСР 11-го скликання.

## Життєпис
У 1959 році закінчив Ташкентський інститут інженерів іригації і механізації сільського господарства.
У 1959—1960 роках — інженер проєктно-дослідного інституту «Узгіпроводгосп». У 1960—1962 роках — інженер на будівництві іригаційного каналу в Афганістані. У 1962—1965 роках — старший інженер проєктно-дослідного інституту «Узгіпроводгосп». У 1965—1967 роках — головний інженер, начальник будівельно-монтажного управління Ташкентського водосховища.
Член КПРС з 1967 року.
У 1967—1969 роках — начальник управління «Узголовводбуду».
У 1969—1975 роках — завідувач відділу водного господарства і водогосподарського будівництва Управління справами Ради міністрів Узбецької РСР.
У 1975—1978 роках — керуючий справами Ради міністрів Узбецької РСР.
У 1978—1985 роках — голова виконавчого комітету Ташкентської обласної ради народних депутатів.
Закінчив заочно Академію суспільних наук при ЦК КПРС.
22 січня 1985 — 10 вересня 1988 року — 1-й секретар Ташкентського обласного комітету КП Узбекистану.
30 липня 1988 — 1991 року — голова Державного комітету Узбецької РСР з охорони природи.
З 1991 року — державний радник президента Узбекистану з організаційно-кадрової політики. З 17 лютого 2000 року — голова Координаційної ради з контролю при президентові Республіки Узбекистан.
Потім — персональний пенсіонер в місті Ташкенті.
Помер після важкої хвороби 19 січня 2015 року в місті Ташкенті.

## Нагороди
- орден Дружби народів
- орден «Мехнат шухраті» (Узбекистан) (6.02.2003)
- медалі